# Rubus suevicola
Rubus suevicola es una especie de planta del género Rubus, perteneciente a la familia Rosaceae.

## Taxonomía
Rubus suevicola fue descrita por H. E. Weber en 1996.

## Distribución
Se encuentra en el territorio de Suiza, Austria y Alemania.